# Steven Poulter
Steven "Steve" Poulter (nascido em 3 de dezembro de 1954) é um ex-ciclista britânico. Competiu no contrarrelógio por equipes nos Jogos Olímpicos de 1984, em Los Angeles, Estados Unidos.